# Калтра
Калтра (англ. Caltra; ирл. Cealltrach / Cealltrach na Pailíse) — деревня в Ирландии, находится в графстве Голуэй (провинция Коннахт) у региональной дороги R358.